# Paus Pius XI
Pius XI, geboren als Ambrogio Damiano Achille Ratti (Desio, Monza, 31 mei 1857 – Vaticaanstad, 10 februari 1939), was een Italiaans paus van de Rooms-Katholieke Kerk van 6 februari 1922 tot aan zijn dood. Zijn gehele pontificaat lag tussen de Eerste en Tweede Wereldoorlog. Tijdens deze periode, het interbellum, werd Pius XI geconfronteerd met de opkomst van communistische en fascistische regimes die hij tijdens zijn pausschap veroordeelde, bijvoorbeeld in Duitsland (Mit brennender Sorge, 14 maart 1937, na een reeks van diplomatieke protestnota's), de Sovjet-Unie (Divini Redemptoris, 19 maart 1937), Italië (Non abbiamo bisogno, 29 juni 1931) en Mexico (encycliek van 18 november 1926). Een lange reeks van soms magistrale encyclieken – 31, waarvan er 30 gepubliceerd werden – heeft in vele opzichten richtinggevend gewerkt voor het katholieke denken en voelen.
Hij voerde een intense concordaatspolitiek door en sloot ook de Lateraanse Verdragen af met Italië, waardoor de soevereiniteit van Vaticaanstad erkend werd met de paus als staatshoofd.
Met groot doorzettingsvermogen ten slotte stimuleerde hij de vorming van een inheemse clerus in de missiegebieden, vaak tegen de zin van de Europese missie-oversten ter plaatse. Zijn nuchtere, praktische bestuurskracht en een hoog autoriteitsbewustzijn hebben de Katholieke Kerk vóór de Tweede Wereldoorlog een mondiaal georganiseerde centralisatie gegeven die nog lang na zijn pontificaat effect heeft gehad.

## Biografie
(In de beschrijving van zijn leven vóór het pausschap wordt zijn geboorte- en familienaam “Achille Ratti" gebruikt)

### 1857–1918

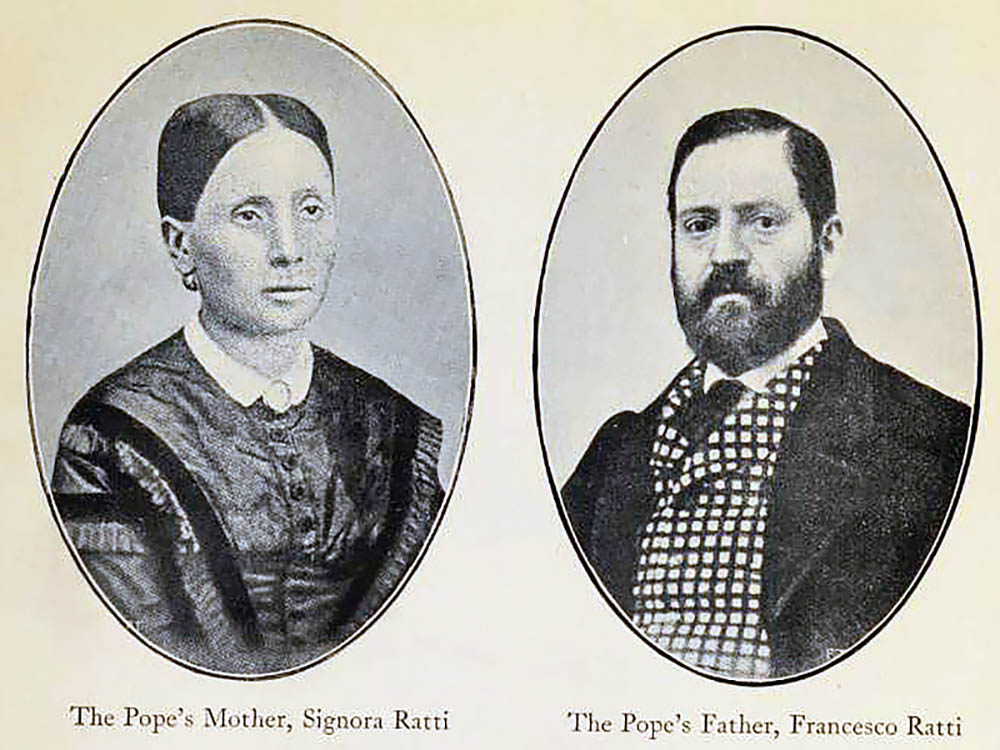
Ouders van Achille Ratti

Achille (roepnaam) Ratti werd op 31 mei 1857 geboren als vierde kind in een gezin van vijf kinderen. Zijn vader, Francesco Ratti (gestorven in 1881) was werkzaam in de zijde-industrie. Naast directeur werd hij later mede-eigenaar van verschillende zijdefabrieken in Noord-Italië. Achilles moeder was Teresa Galli, dochter van een hoteleigenaar.
De familie Ratti was een welgestelde familie, wat het voor de vader mogelijk maakte om zijn zonen een aanvullende opleiding te laten volgen na de lagere school. Dit gold ook voor Achille, die na het basisonderwijs, gevolgd in het huis van de lokale priester, les kreeg aan het seminarie van San Pietro Martire in Seveso. Naast lessen in talen, Engels, Frans en Latijn, werd hij onderwezen in diverse wetenschappen, waaronder wiskunde en geologie. Laatstgenoemde speelde een belangrijke rol bij Achilles grootste hobby: bergbeklimmen.
Via bezoeken aan zijn oom Damiano Ratti kreeg Achille belangstelling voor een kerkelijke loopbaan. Damiano was parochiepriester in Asso. In zijn pastorie ontving hij vaak andere geestelijken, onder wie de aartsbisschop van Milaan Luigi Nazari di Calabiana (27 juli 1808 – 23 oktober 1893). Tijdens gesprekken met Achille raakte de aartsbisschop onder de indruk van de jongen en op zijn voordracht begon Achille in 1875 aan het seminarie te Monza aan zijn studie theologie, die hij zou vervolgen aan het grootseminarie San Carlo in Milaan. In 1878 stuurde Nazari di Calabiana hem naar het Collegio Lombardo te Rome om zijn studie te vervolgen.

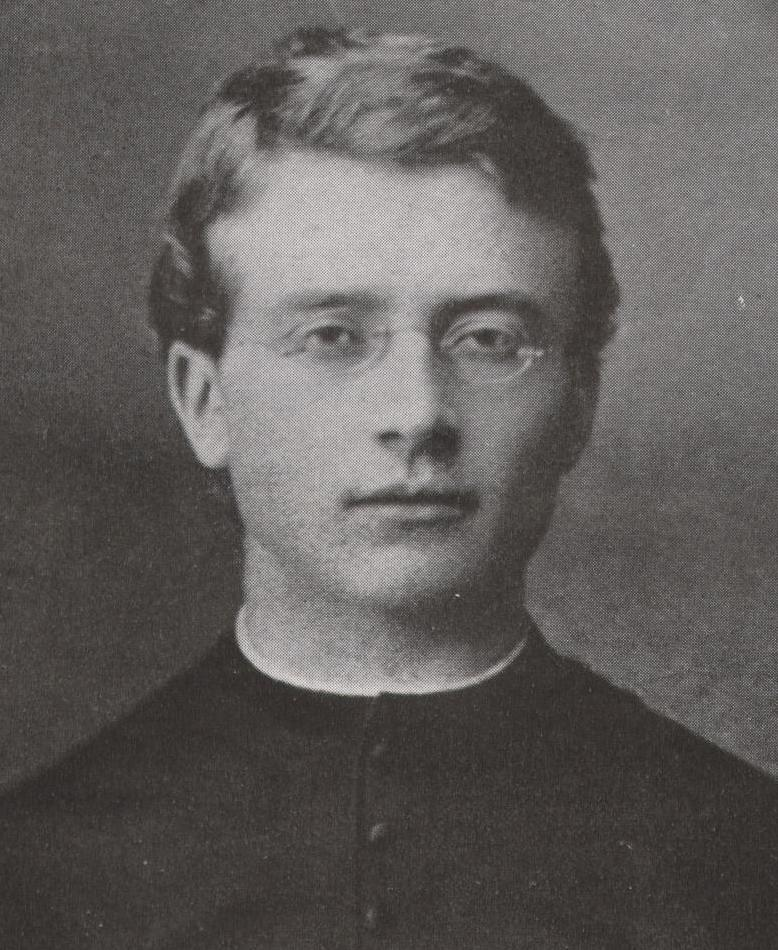
Achille Ratti als priester

Op 20 december 1879 werd Achille Ratti in de Sint-Jan van Lateranen, in aanwezigheid van onder meer zijn vader en broer Fermo, gewijd tot priester. Hij bleef in Rome om zijn verschillende studies af te maken. In 1882 studeerde hij af in drie disciplines: filosofie (aan de Pauselijke Universiteit Sint Thomas van Aquino), kerkelijk recht (aan de Pauselijke Universiteit Gregoriana) en theologie (aan de Università degli studi di Roma "La Sapienza").
Op verzoek van de aartsbisschop van Milaan keerde Achille in 1882 terug naar het aartsbisdom, waar hij aangesteld werd als parochiepriester in Barni, een kleine plaats aan het Comomeer. Tevens werd hij aangesteld als professor in de Dogmatische theologie aan het grootseminarie te Milaan.
In 1888 volgde de benoeming van Achille als medewerker aan de Biblioteca Ambrosiana te Milaan. Hier bestudeerde Achille vele oude manuscripten, naar aanleiding waarvan hij verschillende werken bewerkte en publiceerde. Zo bewerkte hij een editie van het missaal van de Ambrosiaanse ritus, een ritus voornamelijk gebruikt in Milaan en die op sommige punten afwijkt van de algemeen geldende rooms-katholieke ritus. Daarnaast toonde hij grote belangstelling voor het leven en werk van de heilige Carolus Borromeüs. Uit naam van de bibliotheek ondernam Achille diverse reizen op zoek naar nieuwe manuscripten, en nam hij de reorganisatie van de bibliotheek op zich. Zo richtte hij een speciale ruimte in waar manuscripten en tekeningen van Leonardo da Vinci werden ondergebracht. Als dank voor zijn inzet ontving Achille namens de Italiaanse regering het Kruis van de Orde van Sint-Mauritius en Sint-Lazarus.
De in 1894 benoemde aartsbisschop van Milaan, Andrea Carlo Ferrari (13 augustus 1850 – 2 februari 1921), riep na zijn aantreden de hulp in van Ratti om het godsdienstonderwijs binnen openbare scholen weer te herintroduceren. Godsdienstonderwijs en het lesgeven door geestelijken aan deze scholen was per wet in Milaan verboden. Ondanks grote weerstand slaagde Achille met hulp van verschillende plaatselijke priesters in deze missie.
Milaan was al lange tijd de plaats van sociale onrust. Tijdens een opstand van arbeiders in mei 1898, die zich richtte tegen de Italiaanse regering, was het Ratti die opkwam voor de belangen van de geestelijkheid. Zo protesteerde hij heftig tegen de arrestatie van kapucijnen, die aangezien werden als sympathisanten van de opstandelingen.
Op verzoek van paus Pius X (1903-1914) verhuisde Achille in 1911 naar Rome, waar hij pro-prefect werd van de Biblioteca Apostolica Vaticana. Opnieuw werd hij belast met de herstructurering van een aanzienlijke bibliotheek. Zijn promotie tot prefect van de bibliotheek had Achille te danken aan paus Benedictus XV. Door de oorlogssituatie in Europa gaf de paus de voorkeur aan Italiaanse geestelijken op belangrijke posities binnen het Vaticaan, boven die van buitenlanders om conflicten met de oorlogvoerenden te voorkomen. Hierdoor was de zittend prefect, Franziskus Ehrle, gedwongen ontslag te nemen.
Hoewel Ratti’s optreden tijdens de Eerste Wereldoorlog zich beperkte tot verschillende besprekingen met paus Benedictus XV, was zijn keuze tot pauselijk legaat op 25 april 1918 voor Litouwen, de USSR en het na de oorlog opnieuw onafhankelijke Polen opmerkelijk. Het verzoek voor een pauselijke vertegenwoordiger was uitgegaan van de aartsbisschop van Warschau, Aleksander Kakowski (1862-1938). Ratti’s taak was het om de kerk in Polen opnieuw op te zetten en te reorganiseren. Hoewel hij aanvankelijk afwijzend stond ten opzichte van de taak, was het paus Benedictus XV zelf die er op stond dat hij zou afreizen.

### Diplomaat in Polen
Op 30 mei 1918, een paar maanden voor het einde van de Eerste Wereldoorlog, arriveerde Achille in Warschau, waar hij zich vestigde in de pastorie van de Sint-Alexanderkerk. In juli reisde hij door de Poolse gebieden, die toen nog in handen waren van Pruisen, Oostenrijk-Hongarije en de Sovjet-Unie om zich te laten informeren over de positie van de Kerk binnen die gebieden en de staat waarin onder andere de kerkgebouwen zich bevonden.
De paus had er aanvankelijk op gerekend dat de missie slechts enkele maanden zou duren, maar toen het einde van de oorlog in zicht kwam, verlengde hij het verblijf van zijn vertegenwoordiger. Ten gevolge van de vredesbesprekingen had Polen zijn onafhankelijkheid herwonnen en een nieuwe regering werd eind 1918 gevormd, de Tweede Poolse Republiek. Om vorm te geven aan de nieuwe Kerkstructuur had paus Benedictus XV in maart 1919 tien nieuwe bisschoppen benoemd en kort daarop werd Achille Ratti, die zich al in Warschau bevond, pauselijk nuntius op verzoek van de nieuwe Poolse regering. Op 3 juli 1919 werd hij gekozen tot titulair aartsbisschop van Lepanto. De wijding vond op 28 oktober plaats in de kathedraal van Warschau in aanwezigheid van kerkelijke en politieke gezagdragers, waaronder de president van de nieuwe republiek, Józef Piłsudski.
Achille werd echter al snel geconfronteerd met de strijd tussen Litouwen en Polen over het eigendom van bepaalde gebieden, in het bijzonder Vilna. Omdat hij de regeringen erop bleef wijzen dat zijn missie geen politiek karakter had, nam hij vaak een neutraal standpunt in wanneer het om politiek gevoelige onderwerpen ging. Hiermee hoopte hij alle partijen voor zich te winnen, zonder een van de betrokkenen te bruuskeren.
Wel nam hij stelling tegen de vervolging van de Roetheens-katholieke geestelijken door de Polen. Volgelingen van de Roetheens-katholieken hadden geprobeerd een zelfstandige staat op te richten, de Westelijk Oekraïense Republiek, maar door de aanwezigheid van een meerderheid aan Polen in dat gebied was deze oprichting mislukt. De Polen waren hard opgetreden tegen de Roetheens-katholieken, hoewel laatstgenoemden zich ook schuldig maakten aan diverse misdaden ten opzichte van de Polen.
Een ander conflict waarvoor Achille zich hard maakte was de aanhoudende strijd van de Polen tegen Rusland. In 1920 kwam het opnieuw tot een gewapend conflict tussen beide landen. Nadat de Polen aanvankelijk succes hadden geboekt (de verovering van Kiev), sloeg het Rode Leger al snel terug om na de innames van Minsk, Vilna en Grodno op te trekken naar Warschau.
Ondanks de oproep van leden van de Poolse regering om zich samen met hen terug te trekken in het westen van het land, weigerde Achille de hoofdstad te verlaten. In een telegram aan de paus vroeg hij zelfs toestemming om in Warschau te mogen blijven om zo hetzelfde lot te ondergaan als dat van de inwoners van de stad. Ondanks het verbod van paus Benedictus XV, die geen behoefte had aan het martelaarschap van zijn vertegenwoordiger, bleef Achille toch in Warschau. Na verschillende dreigende acties vlak buiten Warschau in augustus 1920 trokken de Russen zich uiteindelijk terug, mede doordat Poolse strijdkrachten in andere steden (waaronder Lublin) een tegenoffensief waren gestart.
Deze onverwachte overwinning bracht Achille in hoog aanzien in Polen. Toch bekoelde de relatie al snel, wat voortkwam uit Achilles optreden in Silezië. Naar aanleiding van de Vrede van Versailles was overeengekomen, dat het lot van Silezië bepaald zou worden door een volksraadpleging. Hieruit zou naar voren moeten komen of het gebied Pools dan wel Duits zou worden. Door beide partijen werd actief campagne gevoerd, waarbij zich ook de geestelijkheid aansloot. Dit was tegen de zin in van Achille die de Poolse geestelijkheid opriep hun geestelijke macht niet te misbruiken voor politieke doeleinden. Tevens riep hij op tot een vreedzame samenleving met andere landen. In Poolse kringen ontstond langzaam het gevoel, dat hij een te pro-Duitse houding aannam, waarbij zijn uitspraak (uit naam van de paus) dat alle katholieken voor de paus gelijk waren de zaak alleen maar verergerde. Een decreet van de Duitse kardinaal Adolf Bertram (die door de Polen gehaat werd) dat bepaalde dat het de clerus verboden was deel te nemen aan politieke propaganda, gaf uiteindelijk de doorslag; de Duitse gemeenschap in Silezië vond Achille te pro-Pools, en de Polen voelden zich verraden door Achille. Hierop verzocht de Poolse regering Achille om het land te verlaten.

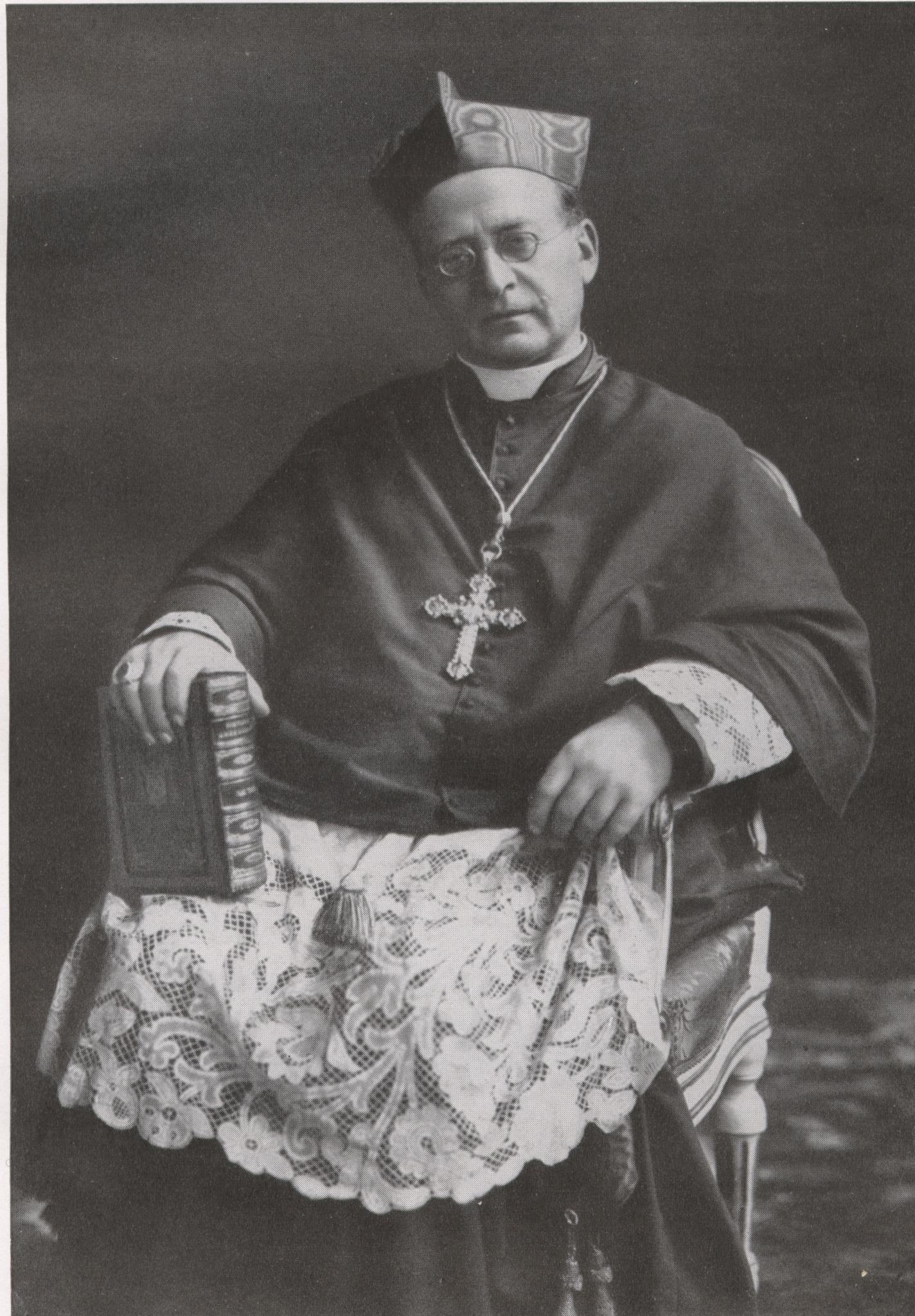
Achille Ratti, aartsbisschop van Milaan

De bekendmaking door de paus dat Achille was gekozen als nieuwe aartsbisschop van Milaan maakte het voor Achille mogelijk Polen met waardigheid te verlaten, hoewel hij zijn verdrijving toch sowieso als een nederlaag beschouwde. Op 19 mei 1921 verliet hij Polen. Ondanks de verstoorde relaties bleef Ratti een voorstander van een goede band met Polen en Litouwen. Later ging hij tijdens zijn pontificaat met beide landen een concordaat aan: met Polen in 1925, en Litouwen volgde in 1927.

### Aartsbisschop en kardinaal
Volgend op zijn vertrek uit Polen kwam de kerkelijke carrière van Achille Ratti in een stroomversnelling. Tijdens het consistorie van 13 juni 1921 werden door paus Benedictus XV drie nieuwe kardinalen gecreëerd onder wie Achille. Als titelkerk werd aan hem de Santi Silvestro e Martino ai Monte toegewezen. Tijdens hetzelfde consistorie werd Achille ook bevestigd als aartsbisschop van Milaan.
Voordat Achille vertrok naar Milaan trok hij zich vanaf 25 juli 1921 voor een maand terug in de benedictijnerabdij van Monte Cassino om zich spiritueel voor te bereiden op zijn nieuwe taak. Volgend op de retraite ondernam hij een bedevaartsreis naar Lourdes samen met een groep van 700 andere pelgrims. Na op 5 september nog eerst zijn geboortedorp te hebben bezocht reisde hij uiteindelijk naar Milaan.
Hoewel Achille Ratti al snel de sympathie kreeg van de Milanese bevolking zou hij het ambt van aartsbisschop net vijf maanden vervullen.

### Verkiezing tot paus
Op 22 januari 1922 overleed paus Benedictus XV onverwachts ten gevolge van een longontsteking. Achille, die op goede voet met de paus had gestaan, sprak zich op de dag van Benedictus’ overlijden vol lof uit over de vredespogingen die de paus had ondernomen.
Op 2 februari kwamen de kardinalen bijeen voor de eerste stemmingsronde. Van de 60 kiesgerechtigde kardinalen waren er 56 afgereisd naar Vaticaanstad. Drie van hen (twee uit de Verenigde Staten en een uit Canada) zouden pas na de afsluiting van het conclaaf in Rome aankomen. De vier niet afgereisde kardinalen hadden zich geëxcuseerd op grond van ziekte en/of ouderdom of de te overbruggen afstand. Dit laatste gold voor kardinaal Joaquim Arcoverde de Albuquerque Cavalcanti, aartsbisschop van Rio de Janeiro.
Door de afwezigheid van de trans-Atlantische kardinalen bestond het kiescollege volledig uit Europese kardinalen, 30 onder hen afkomstig uit Italië. Onder de deelnemers bevond zich de Nederlander kardinaal Willem Marinus van Rossum - de eerste Nederlandse kardinaal sinds de Reformatie -, en namens België was de aartsbisschop van Mechelen, kardinaal Désiré-Joseph Mercier, aanwezig.
Het werd het langstdurende conclaaf van de 20e eeuw: verspreid over vijf dagen werd uiteindelijk Achille Ratti in de 14e stemronde gekozen. De New York Times van 7 februari 1922 meldde dat Ratti 38 van de 53 stemmen behaald zou hebben. Na de laatste stemronde stelde de deken van het College van Kardinalen, Vincenzo Vannutelli, hem de traditionele vraag of hij de benoeming aanvaardde. Hierop antwoordde Achile : Nooit zal gezegd mogen worden dat ik geweigerd zou hebben me zonder reserves te onderwerpen aan de wil van God. Niemand zal ooit kunnen zeggen dat ik bezweek onder de last die op mijn schouders werd gelegd. Noch dat ik tekortschoot in mijn waardering voor het vertrouwen van mijn collegae. Daarom en ondanks mijn onwaardigheid, waarvan ik me al te bewust ben, aanvaard ik de verkiezing. Bij zijn benoeming nam hij de naam Pius XI aan. Volgens overlevering van de Belgische kardinaal Mercier koos Achille voor de naam Pius omdat naar zijn zeggen hij zijn kerkelijke carrière begon onder Pius IX, naar Rome was geroepen door Pius X en de naam Pius symbool stond voor vrede. Met dat laatste wilde hij ook de vredespaus Benedictus XV herdenken. De New York Times meldde echter dat Ratti voor Pius had gekozen, omdat de Romeinse kwestie begonnen was onder een Pius en ook tot een einde gebracht zou worden door een paus met dezelfde naam.
Als nieuwe paus voerde hij opnieuw het gebruik in van de publieke zegening (Urbi et Orbi) vanaf het balkon van de Sint-Pietersbasiliek, nadat de kardinaal-protodiaken - de langstzittende kardinaal-diaken - aan de gelovigen op het plein de naam van de nieuwe paus bekend had gemaakt. Dit gebruik was sinds 1870 onder Pius’ voorgangers in onbruik geraakt als reactie op het verlies van de pauselijke macht over de stad Rome.
Als tweede besluit verlengde hij de periode tussen overlijden van een paus en begin van een nieuw conclaaf tot maximaal 18 dagen om zo alle kardinalen de gelegenheid te geven af te reizen naar Rome. Deze maatregel was een reactie op het te laat arriveren van de kardinalen uit Noord-Amerika.
Franziskus Ehrle, de eerder door paus Benedictus XV ontslagen prefect van de Vaticaanse Bibliotheek ten gunste van Achille Ratti, werd door de paus zelf weer aangenomen. Later dat jaar, tijdens het consistorie van 11 december 1922 zou Ehrle verheven worden tot kardinaal-diaken.
Op 12 februari 1922 vond de kroning plaats die werd verricht door kardinaal Gaetano Bisleti. Hierbij werd een tiara gebruikt die aan de paus geschonken was door de inwoners van Milaan. (Op 15 december 1922 werd aan Pius XI een tweede tiara aangeboden, ditmaal namens het aartsbisdom van Milaan.)

## Pontificaat
| Concordaten onder Pius XI | Concordaten onder Pius XI  |
| Land                      | Jaartal                    |
| ------------------------- | -------------------------- |
| Letland                   | 3 november 1922            |
| Beieren                   | 29 maart 1924              |
| Polen                     | 10 februari 1925           |
| Tsjecho-Slowakije         | 1926                       |
| Roemenië                  | 10 mei 1927                |
| Litouwen                  | 27 september 1927          |
| Frankrijk                 | 1928                       |
| Portugal                  | 1928                       |
| Italië                    | 11 februari 1929           |
| Pruisen                   | 14 juni 1929               |
| Baden                     | 12 oktober 1932            |
| Oostenrijk                | 5 juni 1933                |
| Duitsland                 | 20 juli 1933               |
| Joegoslavië               | 1935 (Nooit geratificeerd) |
| Ecuador                   | 1937                       |

Het pontificaat van Pius XI werd geheel beheerst door de nasleep van de Eerste Wereldoorlog en de aanloop naar de Tweede. In navolging van zijn voorganger Benedictus XV trachtte Pius het vredesideaal uit te dragen en verzette hij zich in het bijzonder tegen de nieuwe politieke ordes, voortkomende uit revoluties, die zich ook richtten tegen de positie van de kerk. Door het afsluiten van concordaten met verschillende landen trachtte Pius naast diplomatieke betrekkingen ook de positie van de Rooms-Katholieke Kerk te garanderen. Hiermee werden de concordaten het staatsrechtelijk onderdeel van Pius’ programma Pax Christi in regno Christi (Nederlands: de vrede van Christus in het rijk van Christus). Zijn eerste encycliek (Ubi arcano) moet ook bezien worden als een poging om het beleid van zijn voorganger te continueren.

### Italië
De eenwording van Italië in de tweede helft van de 19e eeuw leidde ertoe dat de Kerkelijke Staat in conflict kwam met het koninkrijk Italië (1861-1946). De inlijving van de gebieden buiten Rome had de toen zittende paus Pius IX (1846-1878) ertoe gebracht fel te protesteren en in zijn encycliek Quanta Cura van 8 december 1864 (met de Syllabus Errorum) waarschuwde de paus voor de scheiding van kerk en staat en de ondermijning van de rechten van de kerk. De inlijving van de stad Rome dreef het conflict op de spits en naast de veroordeling door de paus in zijn encycliek Respicientes van 1 november 1870 was het ontstaan van de Romeinse kwestie een feit. De aan de paus voorgelegde Garantiewet van 13 mei 1871, waarin de onschendbaarheid en soevereiniteit van de paus werd erkend, maar waarbij hij moest instemmen in het verlies van territorium, werd door Pius IX resoluut afgewezen. Vanaf die tijd beschouwden Pius IX (en zijn opvolgers) zich als gevangenen van het Vaticaan en weigerden het Vaticaan te verlaten. Daarmee wilden zij aangeven, dat zij de ontstane situatie niet erkenden.
Al bij zijn aantreden had Pius XI aangegeven naar een oplossing te streven voor de Romeinse kwestie. Eerste aanzet was de publieke zegen geweest na zijn verkiezing tot paus vanaf het balkon van de Sint-Pietersbasiliek, een gebruik dat sinds 1870 in onbruik was geraakt. Ook Benito Mussolini streefde naar een verzoening in de hoop daarmee de katholieke facties achter zich te scharen. Vanaf 1926 werden in het geheim onderhandelingen gestart tussen vertegenwoordigers van het Vaticaan en het koninkrijk Italië. Op 11 februari 1929 werden de Lateraanse verdragen getekend; namens de paus trad kardinaal Pietro Gasparri op, Benito Mussolini namens de Italiaanse koning Victor Emanuel III.

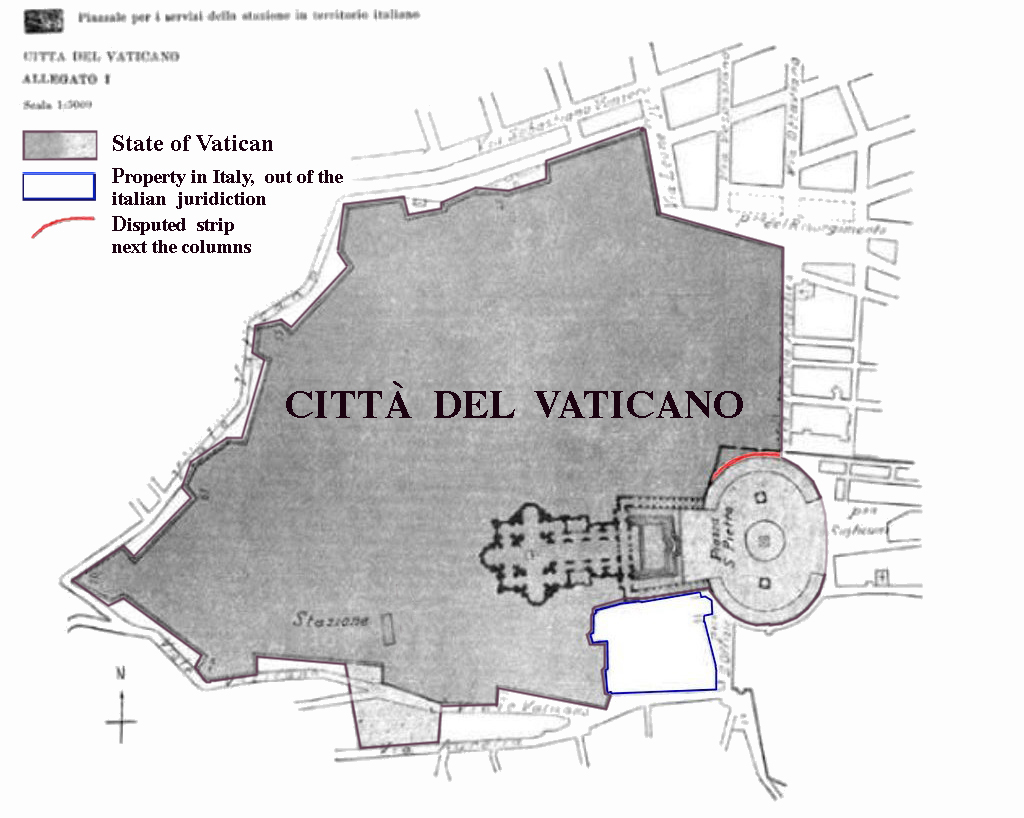
De begrenzing van Vaticaanstad, zoals bepaald in de Lateraanse Verdragen van 1929

Het verdrag bestond uit 75 artikelen, onderverdeeld in drie gedeeltes.
In deel een werd Vaticaanstad erkend als onafhankelijke staat, alsmede de soevereiniteit van de paus. Deze werd hierdoor wereldlijk én geestelijk leider. Wel werd bedongen dat het Vaticaan in internationale kwesties neutraal zou blijven, tenzij zijn rol als bemiddelaar werd gevraagd.
In het tweede deel werd voorzien in een financiële compensatie voor de kerk voortkomend uit het verlies aan inkomsten uit de voormalige kerkelijke gebieden. Aan de paus werd een bedrag van 1,75 miljard toegekend. Het bedrag bestond uit contanten en effecten, waarmee onder ander het treinstation van Vaticaanstad werd gebouwd. Toen door de economische crisis de Italiaanse regering niet in staat bleek aan haar financiële verplichtingen te voldoen, werden als tegenprestatie Italiaanse arbeiders in het Vaticaan te werk gesteld voor het onderhoud van de gebouwen.
Het derde deel was het concordaat tussen de Heilige Stoel en Italië. Hierdoor werd onder meer bepaald, dat het katholieke geloof in Italië erkend werd als staatsgodsdienst. Door artikel 43 van het concordaat werd het voor geestelijken verboden lid te zijn of te spreken namens een politieke partij. Hieruit vloeide voort, dat de Partito Popolare, de Italiaanse katholieke partij, verzocht werd zich definitief uit de politiek terug te trekken.
De totstandkoming van de verdragen hield zeker niet in, dat Pius XI begrip toonde voor het fascistische standpunt. Al voordat de ratificatie had plaatsgevonden (7 juni 1929) ontstond het eerste conflict. In felle bewoordingen (“ketters en erger dan ketters”) liet de paus zich op 16 mei 1929 uit over de uitspraak van Mussolini, dat als het christendom Palestina niet had verlaten het spoorloos verdwenen zou zijn.
In 1931 ontstond er tussen Pius XI en Mussolini een conflict, dat betrekking had op de opvoeding van de Italiaanse jeugd en de belangrijke rol die de Katholieke Actie daarbij speelde. Jeugdpartijen van de actie genoten grote populariteit wat de woede opwekte bij Mussolini, die meende hun activiteiten te moeten beperken ten gunste van de eigen fascistische jeugdbeweging Opera Nazionale Balilla. Door het optreden van de fascisten tegen de Katholieke Actie overtraden zij artikel 43 van het concordaat. Het argument voor ingrijpen was volgens Mussolini dat leden van de Katholieke Actie zich schuldig hadden gemaakt aan politieke inmenging.
Pius XI reageerde hierop met de uitvaardiging van de encycliek Non abbiamo bisogno (Nederlands: Wij hebben geen behoefte), waarin hij stelling nam tegen de heidense aanbidding van de staat, na eerst het optreden van de fascisten veroordeeld te hebben. Om verspreiding van de encycliek te garanderen werden kopieën naar Parijs gesmokkeld.
Omdat beide partijen niet gebaat waren bij een conflict werd gezocht naar een oplossing, die in september 1931 gevonden werd. Hierbij werd het bestaansrecht van de Katholieke Actie opnieuw bevestigd, mits zij zich ver van politieke inmenging zouden houden.
Had Pius XI op 12 mei 1936 de overwinning van het Italiaanse leger in Abessinië nog toegejuicht met de woorden "de triomfantelijke vreugde van een geheel groots en goed volk", vanaf 1938 herzag hij zijn mening ten aanzien van het regime drastisch als reactie op de invoering van de raciale wetten. In twee publieke toespraken tot studenten maakte Pius XI de racistische politiek – een kopie van nazi-Duitsland – belachelijk en waarschuwde hij opnieuw voor de "vloek van overdreven nationalisme". Door de dood van Pius XI op 10 februari 1939 zou het niet tot een oplossing van het conflict komen.

### Duitsland
De politieke ontwikkelingen in Duitsland vanaf het einde van de Eerste Wereldoorlog werden door het Vaticaan nauwlettend in de gaten gehouden. Sinds 1917 was Eugenio Pacelli aangesteld als pauselijke nuntius in München (vanaf 1925 in Berlijn), een functie die hij tot 1930 zou vervullen. Na de mislukte couppoging van de nazi’s in 1923 meldde Pacelli aan de staatssecretaris Gaspari dat men getracht had mensen op te zetten tegen de kerk en de paus. Op 24 april 1924 maakte hij bovendien melding van een campagne die door Hitlers volgelingen werd gevoerd in de populaire pers en die zich richtte tegen de katholieken en de joden.
De aanstelling van Adolf Hitler als rijkskanselier op 30 januari 1933 werd twee maanden later gevolgd door de Machtigingswet, een wet die de Rijksdag uitschakelde. Met uitzondering van de sociaaldemocraten en de communisten hadden alle leden van de Rijksdag ingestemd. Om de steun te verkrijgen van de katholieke Deutsche Zentrumspartei was Hitler met hun voorzitter, Ludwig Kaas, mondeling overeengekomen, dat hij er zorg voor zou dragen voor het behoud van de autonomie van de kerk en de daaraan gelieerde onderwijsinstellingen. Ook sprak Hitler de wens uit goede betrekkingen te willen onderhouden met de Heilige Stoel.
In dezelfde periode stuurde Edith Stein een brief aan de paus, waarin zij hem op de hoogte bracht van de situatie in Duitsland. Edith schreef, dat wat door de nazi’s was aangekondigd (de verdrijving van de Joden uit het maatschappelijk leven), na de installatie van Adolf Hitler werd toegepast, zij het nog in milde vorm. In haar brief riep zij Pius XI op om op te treden: ”Wir alle….fürchten das Schlimmste für das Ansehen der Kirche, wenn das Schweigen noch länger anhält” (Nederlands: Wij allen… vrezen het ergste voor het aanzien van de kerk, wanneer het zwijgen nog langer voortduurt).

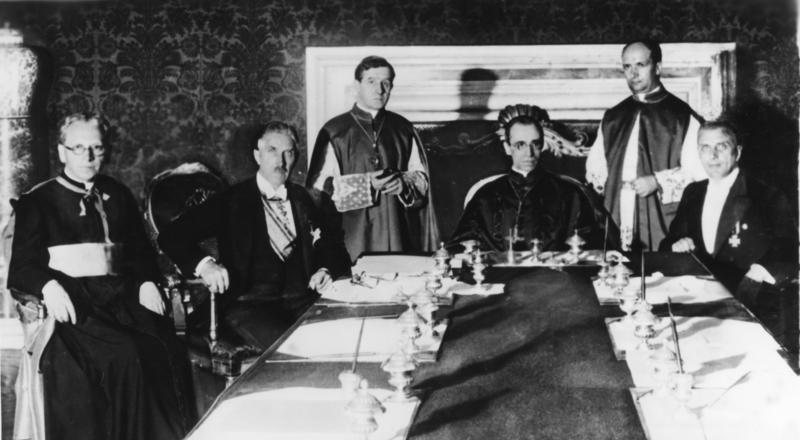
Ondertekening concordaat. Van links naar rechts Ludwig Kaas, Franz von Papen, Giuseppe Pizzardo, Eugenio Pacelli, Alfredo Ottaviani, Rudolf Buttmann

Toch waren in april 1933 onderhandelingen gestart over een concordaat tussen de Heilige Stoel en Duitsland. Namens Duitsland was Franz von Papen, vicerijkskanselier, vertegenwoordigd en namens het Vaticaan Eugenio Pacelli, pauselijk nuntius te Berlijn. Op 20 juli 1933 vond de ondertekening plaats van het concordaat. Hierin werd onder meer de autonomie gegarandeerd van de Rooms-Katholieke Kerk in Duitsland, genoot de kerk en haar aanverwante instellingen de bescherming van de Rijksregering, maar werd het verboden voor geestelijken om actief deel te nemen aan politieke bewegingen. Hiermee kwam dan ook een einde aan de Deutsche Zentrumspartei.
Met het concordaat hoopte Pius XI de positie van de kerk in Duitsland te waarborgen, zoals eerder bedongen in de Lateraanse verdragen met Italië. Opmerkelijk detail van het concordaat was echter de geheime clausule met betrekking tot artikel 27, waarin een verwijzing werd gemaakt naar de rol van de geestelijken, mocht het tot een algemene dienstplicht of mobilisatie komen. Hiermee werd volgens verschillende bronnen indirect gezinspeeld op de oorlogsplannen van Hitler. In Germany, the Vatican and Hitler (hoofdstuk 10) wordt het standpunt van het Vaticaan inzake deze kwestie verwoord: steun zou gegeven worden aan elke politiek of leider, die tegenstand zou bieden aan en vechten tegen de Sovjet-Unie.
Nog voordat het concordaat door beide partijen was geratificeerd, bestonden er bij Pius XI al twijfels over de goede bedoelingen van de naziregering. In een gesprek met een Britse diplomaat in augustus 1933 veroordeelde de paus de behandeling van Oostenrijk en de Joden door de nazi’s. Dat het concordaat een maand later alsnog bevestigd werd was vooral een initiatief van Duitse zijde die druk zette op het Vaticaan; alleen door ratificatie zou kunnen worden opgetreden tegen mensen die de vrede tussen Berlijn en de Heilige Stoel wilden ondermijnen. Al enkele maanden na het afsluiten werden bepalingen van het concordaat van Duitse zijde geschonden, in het bijzonder met betrekking tot artikel 31; hierin was de bescherming van katholieke organisaties gegarandeerd. Pius XI nam echter een afwachtende houding aan, mede onder invloed van het Duitse episcopaat dat waarschuwde voor represailles tegen de Duitse geestelijken indien de paus het regime in Duitsland zou bruuskeren. Pius XI streefde er aanvankelijk naar om via diplomatieke weg (via de nieuwe pauselijke nuntius Cesare Orsenigo) tot oplossingen te komen.
In 1937 besloot Pius XI alsnog een standpunt in te nemen tegen de situatie in Duitsland. Aan Eugenio Pacelli werd de opdracht gegeven een opzet te maken voor een encycliek, waarin de zorg van de paus werd verwoord. Deze encycliek, getiteld Mit brennender Sorge, wordt beschouwd als bewijs, dat al in 1937 het Vaticaan zijn veroordeling uitsprak over de misstanden in het Derde Rijk, vooral wat de vervolgingen van de kerk betrof.
Een jaar later, op 13 april 1938, nam Pius XI in een herderlijk schrijven gericht aan rectoren van seminaries een fermer standpunt in met betrekking tot de raciale politiek. Op 6 september van dat jaar sprak Pius XI over het antisemitisme: “Het antisemitisme is een onsympathieke beweging waaraan wij, wij christenen geen deel kunnen hebben”.
Aan het einde van zijn leven gaf Pius XI de opdracht voor een aanvullende encycliek, Humani generis unitas, waarin hij stelling wilde nemen tegen de vervolgingen van de kerk, het antisemitisme, racisme en de vervolging van de Joden. In tegenstelling tot zijn eerdere Duitse encycliek riep hij hierbij niet de hulp in van Pacelli, maar gaf hij de opdracht aan de Amerikaanse jezuïet John LaFarge. Deze had al meerdere publicaties op zijn naam staan, waarin hij zich afzette tegen de mythe van de zuiverheid van het ras, die in zijn ogen niet strookte met het christelijk gedachtegoed. Het uiteindelijke concept voor de encycliek werd in september 1938 afgeleverd in het Vaticaan, maar werd niet direct voorgelegd aan de paus. Vladimir Ledochowski - Generaal van de Sociëteit van Jezus - meende dat de inhoud de positie van de Duitse clerus danig zou kunnen bedreigen en informeerde daarop Eugenio Pacelli. Uiteindelijk zou door de dood van Pius XI de encycliek niet uitgevaardigd worden, ook niet door zijn opvolger Pius XII.

### Triangolo doloroso

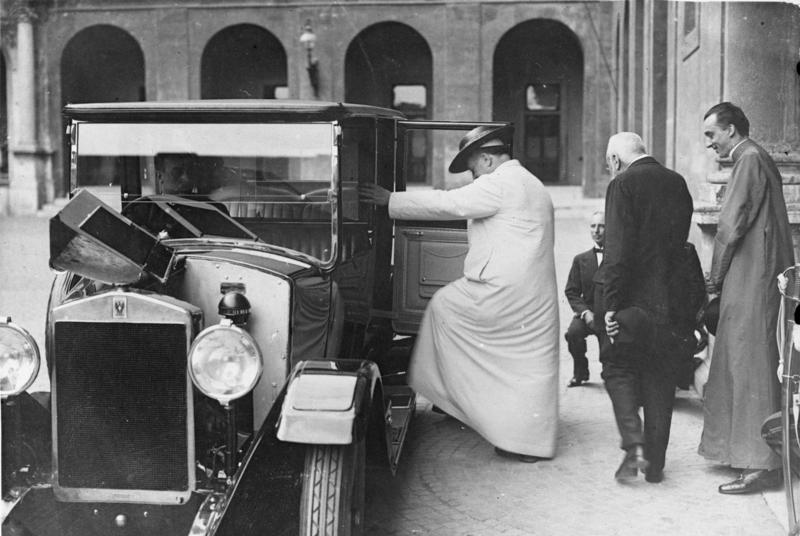
Paus Pius XI stapt in zijn auto

De term triangolo doloroso, de verschrikkelijke driehoek, was de benaming die door Pius XI werd gebruikt voor de misstanden die plaatsvonden in de samenlevingen en met name tegen de kerk in de Sovjet-Unie, Spanje en Mexico. Zijn woede richtte zich echter ook op de niet-katholieke westerse pers, die in zijn ogen (te) weinig aandacht besteedde aan de vervolgingen. Deze stilte omschreef Pius als de “samenzwering van de stilte”.

#### Sovjet-Unie
Hoewel de katholieke kerk door de eeuwen heen geprobeerd had vaste voet te krijgen in Rusland, ten koste van onder andere de Russisch-orthodoxe Kerk, waren zij daarin niet geslaagd. De orthodoxe kerk die gesteund werd door de tsaren was zo diepgeworteld, dat in 1868 de pauselijke nuntius Pier Francesco Meglia zou hebben verklaard dat "slechts een revolutie in staat zou zijn de kerk te helpen".
Vanaf de 19e eeuw hadden opeenvolgende pausen gewaarschuwd tegen de in hun ogen verderfelijke leer van Karl Marx, die religie beschouwde als “de opium van het volk”. Toch was het Vaticaan na de Russische Revolutie in 1917 bereid onderhandelingen aan te gaan met de Sovjet-Unie, ondanks de berichten dat er in het land grote vervolgingen plaatsvonden gericht tegen de Russisch-orthodoxe Kerk. Als bemiddelaar werd Eugenio Pacelli aangesteld door paus Pius XI. Uit telegrammen van de Russische ambassadeur aan Pacelli (6 februari en 12 februari 1925) kwam naar voren, dat de regering in Moskou niet onwillig stond ten aanzien van aanstellingen van rooms-katholieke bisschoppen en de oprichting van een katholiek seminarie op Russisch grondgebied.
De opkomst van Stalin en de onderwerping van de Russisch-orthodoxe kerk aan het nieuwe Sovjetregime veranderde de Russische strategie ten aanzien van het Vaticaan en bracht een einde aan de onderhandelingen. Mede daardoor besloot Pius XI Pacelli van zijn taak te ontheffen uit angst voor beschadiging van het imago van de kerk.
Vanaf de jaren 30 veroordeelde Pius XI op felle wijze het opkomende communisme, dat in zijn ogen misbruik maakte van de slechte economische situatie. Ook in zijn encyclieken waarschuwde hij de geloofsgemeenschap tegen de uitbreidende invloed van het communisme, dat zich niet alleen leek te beperken tot Rusland, maar ook andere landen (Mexico en Spanje) infecteerde.
Kerkelijke vervolgingen bleven echter aanduren en daarom verscheen in 1937 de encycliek Divini Redemptoris, gericht tegen de vervolging van de geestelijken in Rusland, maar ook een veroordeling van de ideologieën van het communisme. Het gelijkstellen van de klassen, het stellen van het gemeenschappelijk belang boven die van het individu en de ontkerstening zouden slechts leiden tot een ontwrichte samenleving. De positionering van Pius XI tegen het communisme in Divini Redemptoris was feller dan zijn standpunt ten opzichte van het fascistische regime in Duitsland, zoals verwoord in Mit brennender Sorge. In laatstgenoemde encycliek was nog ruimte gecreëerd voor verzoening indien de regering in Duitsland zou besluiten hun standpunten inzake de fascistische dwaalleer te herzien. Dit voorbehoud bleef in Divini Redemptoris achterwege.
De encycliek zou een belangrijke leidraad vormen voor het standpunt ten aanzien van het communisme van niet alleen Pius XI maar ook van zijn opvolgers. Toch was Pius XI ervan overtuigd, dat zowel het fascisme als het communisme een even grote bedreiging voor de maatschappij vormden, dit in tegenstelling tot Pius XII, die het communisme als het grootste gevaar zag.

#### Spanje
In de jaren 20 ontstond in Spanje de roep om meer democratie. Onder druk van de publieke opinie werd de Spaanse koning Alfons XIII gedwongen gemeenteraadsverkiezingen uit te schrijven, die door de republikeinen werden gewonnen. Als resultaat van de uitslag werd opgeroepen tot afzetting van de koning, die daarop besloot Spanje te verlaten. Hij zou echter niet officieel aftreden. Op 14 april 1931 werd de Tweede Spaanse Republiek uitgeroepen.
De invoering van de nieuwe grondwet leidde voor de Katholieke kerk tot tal van veranderingen en beperkingen. Zo werd de scheiding tussen kerk en staat een feit, was godsdienstonderwijs niet langer toegestaan, werd het burgerlijk huwelijk ingevoerd en werd ook het recht van ontbinding van huwelijken aangenomen. Ook de congregaties werden ontbonden en alle Jezuïeten werd verzocht het land te verlaten.
Door deze grondwetswijzigingen vielen alle kerkelijke bezittingen (gebouwen en inventaris) ten deel aan de staat en de geestelijkheid kon alleen gebruikmaken van de faciliteiten tegen betaling van huur en belastingen. Hoewel de Spaanse clerus pro-monarchie was, was zij bereid de nieuwe regering te accepteren mede op advies van het Vaticaan via zijn woordvoerder Federico Tedeschini. Kardinaal Pedro Segura y Sáenz, aartsbisschop van Toledo, riep echter op 1 mei de gehele Spaanse geestelijkheid op om zich te mobiliseren en zich te verzetten. Anarchisten traden echter met harde hand op. Op 11 mei 1931 werden tientallen kerkgebouwen in Madrid in brand gestoken. Deze actie, gesteund door de republikeinen, vond navolging in andere delen van Spanje.
Pius XI verzette zich fel tegen deze ontwikkeling in Spanje. Een land dat het katholieke geloof zo toegewijd was geweest, was in zijn ogen de weg ingeslagen die ook landen als Mexico en de Sovjet-Unie hadden gekozen. Met zijn encycliek Dilectissima Nobis protesteerde Pius XI tegen de Spaanse regering, die in zijn ogen de vrijheid van godsdienst zwaar onder druk zette. Hij riep de Spaanse bevolking op om op legaal toegestane wijze zich te verzetten tegen de maatregelen van de Spaanse regering.
De situatie zou met het uitbreken van de Spaanse burgeroorlog in 1936 drastisch verslechteren. Duizenden kerken werden verwoest, geestelijken vervolgd, gemarteld en gedood. Naar schatting 6.900 geestelijken vonden hierbij de dood, waaronder verschillende kerkelijke gezagsdragers. Hieronder 13 bisschoppen van onder ander Barcelona, Sigüenza, Lerida en Cuenca. Toch besloot de kerk partij te kiezen, ditmaal voor de factie van Franco, die de verdrijving van het Marxistisch georiënteerde regime in Spanje voor ogen had. Tijdens een bijeenkomst in Castel Gandolfo op 14 september 1936 sprak paus Pius XI zich ten overstaan van 500 Spaanse vluchtelingen (waaronder ook geestelijken) uit over de situatie, waarbij hij diegenen prees die “moeilijke en gevaarlijke onderneming op zich hadden genomen te strijden voor God en de religie”. Ook riep de paus in november 1936 de ambassadeur van de Spaanse republiek ter verantwoording over de vele misdaden die begaan werden tegen de geestelijken. Op subtiele wijze wees de ambassadeur de paus erop dat de clerus zich ook schuldig had gemaakt aan rebellie.
Ondanks Pius’ verzet tegen totalitaire staten bleef hij vertrouwen hebben in de strijd van Franco tegen de Spaanse Republiek. Onder paus Pius XII ging vanuit het Vaticaan een gelukstelegram naar Franco, toen er op 1 april 1939 definitief een einde kwam aan de Spaanse Burgeroorlog.

#### Mexico

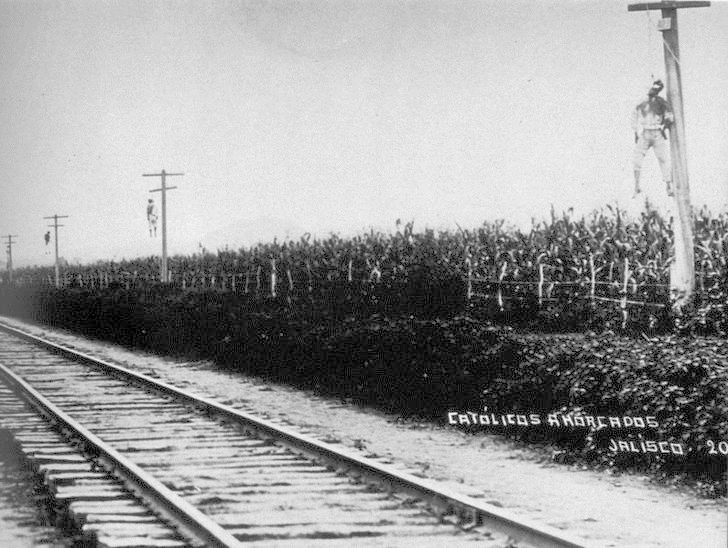
Vervolgde Katholieken, opgehangen tijdens de Cristero-oorlog

Al sinds de 19e eeuw was er sprake geweest van spanningen tussen kerk en staat in Mexico. De inmenging van het Vaticaan in binnenlandse aangelegenheden was een doorn in het oog van de regering en er bestonden zelfs plannen om een eigen nationale kerk op te richten, onder leiding van een zelfgekozen paus. Vanaf het begin van de 20e eeuw werden deze vijandige gevoelens versterkt, met name door de invoering van een nieuwe Grondwet in 1917. In 5 artikelen werd de positie van de katholieke kerk danig beperkt. Meest vergaand was artikel 130, die van geestelijken alle burgerrechten ontnam. Het werd geestelijken tevens verboden om kritiek te leveren op de regering of commentaar te geven op maatschappelijke ontwikkelingen.
Door een beperkte toepassing van de wetten onder president Álvaro Obregón - in gebieden waar het katholicisme een ondergeschikte rol speelde - waren de effecten niet direct aanleiding tot protest. Hierin kwam verandering toen Plutarco Elías Calles als president aan de macht kwam. In juni 1926 verscherpte hij de wetgeving ten aanzien van de kerk. In een decreet, dat wel de Wet van Calles werd genoemd, werd bepaald dat priesters die kerkelijke kleding droegen een boete opgelegd konden krijgen van 500 peso's en kritiek op de regering kon resulteren in een gevangenisstraf van vijf jaar. Kerkelijke gezagsdragers besloten hierop heftig te protesteren en riepen op tot een economische boycot tegen de regering. Dit laatste mislukte, vooral omdat katholieke ondernemers zwaar te lijden hadden onder de beperkingen en alsnog besloten de zijde van de regering te kiezen. De Mexicaanse regering trad hard op. Op grote schaal vonden vervolgingen plaats, geestelijken werden gemarteld en vonden de dood.
Op 18 november 1926 vaardigde Pius XI zijn encycliek Iniquis Afflictisque uit, waarin hij zijn zorg uitsprak over de situatie in Mexico. De wijze waarop de Mexicaanse regering de geestelijken vervolgde beschreef Pius als barbaars. Hij prees de katholieke organisaties die zich inzetten voor de verdediging van het geloof en riep de gehele wereld op dit voorbeeld te volgen.
Toch had de encycliek weinig effect op de positie van de kerk. Maatregelen van de regering werden strikter en de regering maakte opnieuw duidelijk, dat het niet gediend was van enige buitenlandse inmenging, waaronder die van het Vaticaan. En hoewel de regering begin jaren 30 bereid was enigszins tegemoet te komen aan de katholieken, weigerde zij in te gaan op de wens van de kerk om de kerkelijke hiërarchie te herstellen. Naar aanleiding hiervan bracht Pius XI op 29 september 1932 een tweede encycliek uit die als onderwerp Mexico had, Acerba animi. Hierin protesteerde de paus tegen de willekeur, waarop in Mexico kerkelijke benoemingen plaatsvonden, die de kerkelijke structuur ondermijnden. Daarbij riep hij de geestelijken op tegen dit optreden te protesteren.
..aangezien elke beperking van het aantal priesters een zware overtreding is van goddelijke rechten is het noodzakelijk voor de bisschoppen, clerus en de katholieke leken om door te gaan met hun protest met alle energie tegen zulke overtreding, gebruikmakend van elke beschikbaar legitiem middel.
In 1937 volgde nog de encycliek Nos es muy conocida. Het zou tot 1992 duren voordat alle antikerkelijke bepalingen uit de Mexicaanse grondwet waren geschrapt.

### Ethiopië
Pius XI steunde de Tweede Italiaans-Ethiopische Oorlog waarmee het fascistische regime het Keizerrijk Ethiopië koloniseerde. Hij schakelde de zondagsmis in om te helpen met het mobiliseren van soldaten. De voorheen amicale relaties met de Ethiopisch-Orthodoxe Kerk ruimden plaats voor een agressief beleid gericht op eliminatie. Tot het einde van de bezetting in 1943 verwoestten Italiaanse troepen honderden kerken en executeerden ze duizenden geestelijken.

### Geloof en samenleving
De sterk toenemende secularisering van de maatschappij was voor Pius XI een belangrijk aandachtspunt. Al in zijn eerste encycliek Ubi Arcano Dei Consilio uitte hij zijn zorg hierover en schreef hij de groeiende onrust in de samenleving toe aan het zich afkeren van het geloof in Jezus Christus. De scheiding van kerk en staat was daarbij de belangrijkste oorzaak, waarbij in het verlengde ook het godsdienstonderwijs en de rol van het gezin werden aangetast. Om zijn zorgen hierover te uiten wijdde Pius aparte encyclieken aan het onderwijs (Divini Illius Magistri uit 1929) en aan het christelijk huwelijk (Casti Connubii uit 1930).
Als mogelijke oplossing voor de secularisatie greep Pius XI de Katholieke Actie aan. Hieraan waren tal van verenigingen verbonden die naast een opvoedkundige taak ook de idealen van het christelijk geloof uitdroegen. De actie was in veel landen werkzaam (met verschillend effect) en werd voor Italië en Duitsland gezien als een mogelijk tegenwicht tegen de sterk opkomende fascistische jeugdgroeperingen (Opera Nazionale Balilla en Hitlerjugend).
De economische crisis, die na de beursval in 1929 geleid had tot massale werkloosheid en sociale onrust, greep Pius XI aan om in te gaan op de sociale leer van de katholieke kerk. In zijn encycliek Quadragesimo Anno uit 1931, verschijnend 40 jaar na de sociale encycliek Rerum Novarum van paus Leo XIII, waarschuwde Pius voor het sterk opkomende socialisme en communisme en trachtte hij alternatieven aan te dragen. Hierbij riep hij onder meer overheden op af te zien van te veel centralisatie van taken en vertrouwen te hebben in initiatieven van lagere overheden en verenigingen. Hierdoor zou de individuele mens zich ook beter kunnen ontplooien. Verbetering van de sociale positie van het individu (huisvesting, werk en opleiding) zou bijdragen tot rust in de maatschappij.
Met zijn encycliek Nova impendet (1931) ging Pius verder in op de gevolgen van de crisis. Hij vroeg speciale aandacht voor de zwakkeren in de maatschappij namelijk kinderen en ouderen. Liefdadigheid moest ertoe bijdragen om hun lot te verzachten.
| Heiligverklaringen Pius XI      | Heiligverklaringen Pius XI |
| Naam                            | Feestdag                   |
| ------------------------------- | -------------------------- |
| Giovanni Bosco                  | 31 januari                 |
| Anna-Maria Redi **              | 7 maart                    |
| Louise Legras-de Marillac       | 15 maart                   |
| Salvator van Horta              | 18 maart                   |
| Lucia Filippini **              | 25 maart                   |
| Catharina Tomás                 | 5 april                    |
| Bernadette Soubirous **         | 16 april                   |
| Koenraad van Parzham            | 21 april                   |
| Giuseppe Benedetto Cottolengo   | 30 april                   |
| André-Hubert Fournet **         | 13 mei                     |
| Andreas Bobola                  | 16 mei                     |
| Biagio Arrighi                  | 19 mei                     |
| Madeleine-Sophie Barat          | 25 mei                     |
| Theofilus van Gnesen            | 10 juni                    |
| Thomas More                     | 22 juni                    |
| John Fisher (bisschop)          | 22 juni                    |
| Hemma van Gurk                  | 27 juni                    |
| Pompilio Maria Pirrotti         | 15 juli                    |
| Marie Madeleine Postel          | 16 juli                    |
| Johannes Maria Vianney          | 9 augustus                 |
| Johannes Eudes                  | 19 augustus                |
| Jeanne-Antide Thouret **        | 24 augustus                |
| Maria Michaela Desmaisières **  | 25 augustus                |
| Robertus Bellarminus **         | 17 september               |
| Theresia van Lisieux **         | 1 oktober                  |
| Johannes Leonardi               | 9 oktober                  |
| Antonius Daniel **              | 19 oktober                 |
| Charles Garnier **              | 19 oktober                 |
| Gabriel Lalemant **             | 19 oktober                 |
| Isaac Jogues **                 | 19 oktober                 |
| Johannes de Brébeuf **          | 19 oktober                 |
| Johannes de la Lande **         | 19 oktober                 |
| Noel Chabanel **                | 19 oktober                 |
| Renatus Goupil **               | 19 oktober                 |
| Albertus Magnus                 | 16 december                |
| Petrus Canisius                 | 21 december                |
| ** door Pius XI zalig verklaard |                            |

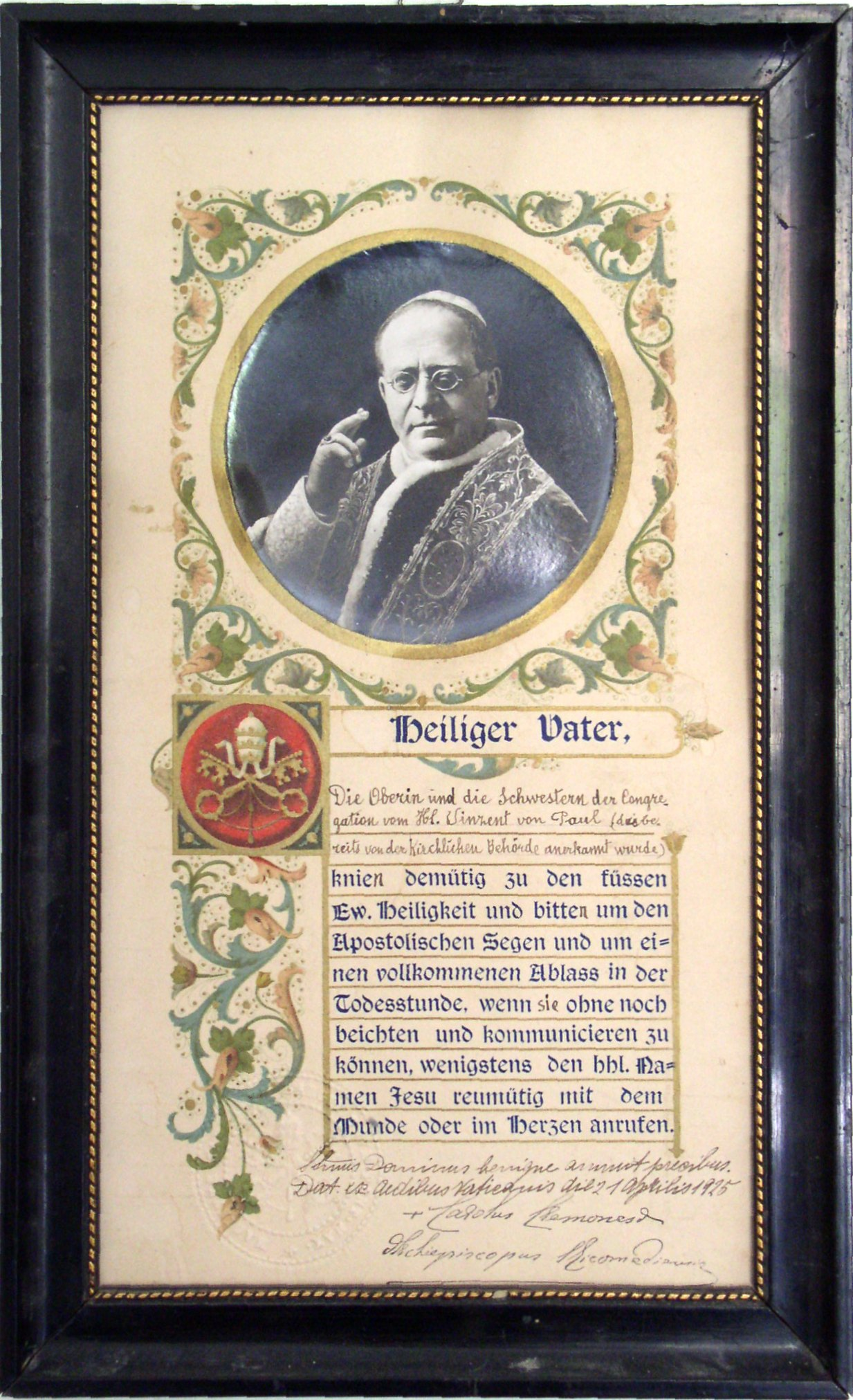
Aflaat van Pius XI uit 1925

Naar aanleiding van het Heilig Jaar in 1925 besloot Pius XI tot de invoering van een nieuw hoogfeest, Christus Koning van het Heelal. In zijn encycliek Quas Primas gaf hij aan, wat zijn beweegreden hierachter was: een jaarlijks terugkerend feest had een grotere impact op de gelovigen dan lerende stukken. Zo hadden de vieringen van de feestdag van een heilige ook een speciale betekenis voor de gelovigen, omdat deze belijders van het geloof voor velen een voorbeeld vormden. Tijdens zijn pontificaat werden door Pius XI dan ook verschillende personen heilig verklaard, waaronder Bernadette Soubirous en Thomas More. Bijzondere aandacht ging uit naar de heiligverklaring van Teresia van Lisieux, bevestigd door de bul "Vehementer exultamus hodie" (Nederlands: Laten we deze dag luidkeels bejubelen).
Twee andere jaren tijdens Pius’ pontificaat kregen een speciale status: 1929 werd via de apostolische constitutie Auspicantibus nobis uitgeroepen tot Jubeljaar. In dit jaar vierde Pius zijn 50-jarig priesterjubileum, naar aanleiding waarvan hij de encycliek Quinquagesimo ante schreef. Hier ging hij in op de gebeurtenissen die tot dan toe een belangrijke rol hadden gespeeld tijdens zijn pontificaat. Met de encycliek Mens Nostra, eveneens uit 1929, keek Pius terug op het Jubeljaar en benadrukte hij - verwijzend naar de Heilige Ignatius van Loyola - het belang van geestelijke oefeningen.
1933 werd via de bul Quod nuper door Pius XI uitgeroepen tot bijzonder Heilig Jaar. In dat jaar was het 1900 jaar geleden, dat de kruisiging van Christus en zijn wederopstanding hadden plaatsgevonden. Evenals tijdens de reguliere Heilige Jaren (eens in de 25 jaar) werden hierbij speciale aflaten verleend.
| Encyclieken over heiligen | Encyclieken over heiligen   |
| ------------------------- | --------------------------- |
| Franciscus van Sales      | Rerum omnium perturbationem |
| Thomas van Aquino         | Studiorum Ducem             |
| Josafat Kuncewycz         | Ecclesiam Dei (admirabili)  |
| Franciscus van Assisi     | Rite Expiatis               |
| Augustinus van Hippo      | Ad Salutem                  |

Om het belang van verschillende heiligen voor de katholieke leer te bevestigen schreef Pius XI vijf encyclieken waarin deze heiligen centraal stonden. Hiermee trad hij in de voetsporen van zijn voorganger Benedictus XV, die daartoe de eerste aanzet had gegeven: over Bonifatius, Efrem de Syriër en Dominicus Guzman. De keuze van de personen was niet willekeurig maar gebaseerd op ofwel de herdenking van de sterfdag, dan wel de dag waarop de persoon in kwestie heilig verklaard was. In deze encyclieken werd niet zonder meer ingegaan op het leven en werk van de heiligen, maar stond voornamelijk hun betekenis voor de moderne tijd centraal. Speciale aandacht schonk Pius XI aan Johannes van het Kruis, Petrus Canisius, Robertus Bellarminus en Albertus Magnus; zij werden tot kerkleraren uitgeroepen.
De opleiding van priesters en invulling van het priesterambt werd uitvoerig behandeld in het schrijven Ad Catholici Sacerdotii van 20 december 1935. Pius was van mening dat "de priester door zijn roeping en goddelijke opdracht de belangrijkste apostel en onvermoeibare bevorderaar van de christelijke opvoeding van de jeugd was". Al vlak na zijn aantreden had Pius in de apostolische brief Officiorum omnium richtlijnen opgesteld die golden ten aanzien van het priesteronderwijs. Hierbij speelde onderricht in de Latijnse taal een belangrijke rol. Maar ook andere aspecten van het priesterschap waren in de ogen van de paus belangrijk. Zo liet hij in de apostolische constitutie Divini Cultus Sanctitatem uit 1928 vastleggen dat het muziekonderwijs aan (toekomstige) priesters van belang was, omdat muziek binnen de liturgie - met name de zang - een belangrijke plaats innam.
Om dit alles te verbeteren had Pius XI opdracht gegeven tot de oprichting van verschillende seminaries en had reeds bestaande seminaries laten renoveren of toezeggingen gedaan, waardoor deze konden beschikken over meer geld en personeel.
De opleiding van priesters beperkte zich niet alleen tot de westerse wereld. Naar aanleiding van een speciale tentoonstelling gewijd aan de christelijke zendingen, die in 1925 georganiseerd was, vroeg Pius in zijn encycliek Rerum ecclesiae uit 1926 ook aandacht voor de priesteropleidingen in de missiegebieden zelf. Het opleiden van lokale geestelijken waarborgde de continuïteit van het verkondigen van het geloof, mede doordat bepaalde barrières (waaronder de taal) overwonnen werden. Als bevestiging van zijn overtuiging van het belang van lokale geestelijken wijdde Pius XI in 1926 de eerste zes Chinese, titulaire bisschoppen. Een jaar later volgde de benoeming van de eerste Japanse bisschop van Nagasaki.

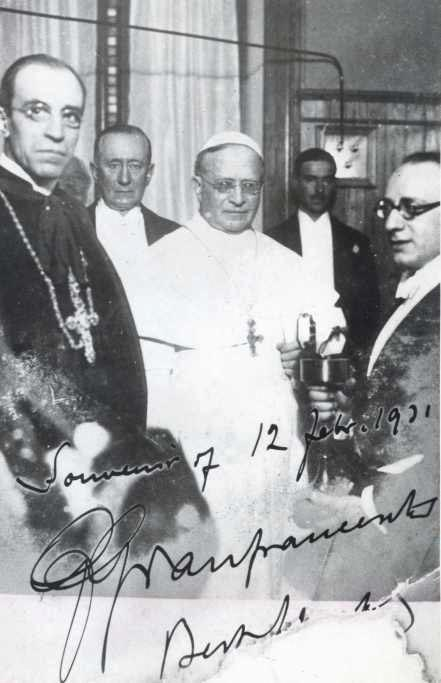
Oprichting Radio Vaticaan. Links Eugenio Pacelli, in het midden paus Pius XI. Op de achtergrond Guglielmo Marconi

Ook voor de wetenschappen toonde Pius XI veel interesse. Zo verleende hij aan de Commissie voor Gewijde Archeologie het predicaat "Pauselijk". Deze commissie was door paus Pius IX in 1852 in het leven geroepen en had tot doel het (preventief) onderhoud van vroegere begraafplaatsen en oude christelijke monumenten. Met de motu proprio I primitivi cemeteri van 11 december 1925 vergrootte Pius XI het werkterrein van de commissie, wat ook na de afsluiting van de Lateraanse Verdragen erkend werd. De commissie coördineert de werken van de Romeinse, Pauselijke Academie van Archeologie en het Pauselijk Instituut van Christelijke Archeologie.
In 1936 droeg Pius XI bij tot vernieuwingen aan de Pauselijke Academie voor de Wetenschappen; de nieuwe naam was daarvan een onderdeel. De academie was al in 1603 opgericht (Accademia dei Lincei) en in 1847 door Pius IX heropgericht (onder de naam Pontificia accademia dei Nuovi Lincei).
De ontwikkelingen op het gebied van (massa)-communicatie werden door de Pius XI op de voet gevolgd. Al in 1925 ontstonden de eerste plannen voor de oprichting van een radiozender voor het Vaticaan. In 1927 werd de wetenschapper Guglielmo Marconi benaderd voor het project. Het zou tot 1929, na de afsluiting van de Lateraanse Verdragen, duren voordat een aanvang werd gemaakt met de realisatie. Hoewel de werkzaamheden nog in volle gang waren, werd op 21 september 1930 de jezuïet Giuseppe Gianfranceschi door Pius XI persoonlijk aangesteld als de eerste directeur-generaal van het radiostation.
Op 12 februari 1931 vond de eerste uitzending van Radio Vaticaan plaats, waarin de paus zich richtte tot de wereld met een zelfgeschreven toespraak in het Latijn, Qui Arcano Dei.
De ontwikkelingen op het gebied van film werden door het Vaticaan nauwlettend in de gaten gehouden. In zijn encycliek Vigilanti Cura  van 1936 had Pius XI opgeroepen tot een striktere censuur op bepaalde films om zo moreel verval te voorkomen. Al in de encycliek Casti Connubii had de paus erop gewezen dat “..niet in het geheim..maar openlijk zonder enige schaamte…door geschriften, theaterproducties, romantische fictie..door levendige voorstellingen in films, door radio uitzendingen de heiligheid van het huwelijk ondermijnd wordt.”
Deze frivoliteit werd ook teruggevonden in de sterke groeiende nudistenbeweging. Op de avond van Aswoensdag in 1935 veroordeelde de paus deze ontwikkeling sterk, omdat het puur gericht was op het vervullen van heidens vertier; het leidde onherroepelijk tot immoreel gedrag.

## Overlijden

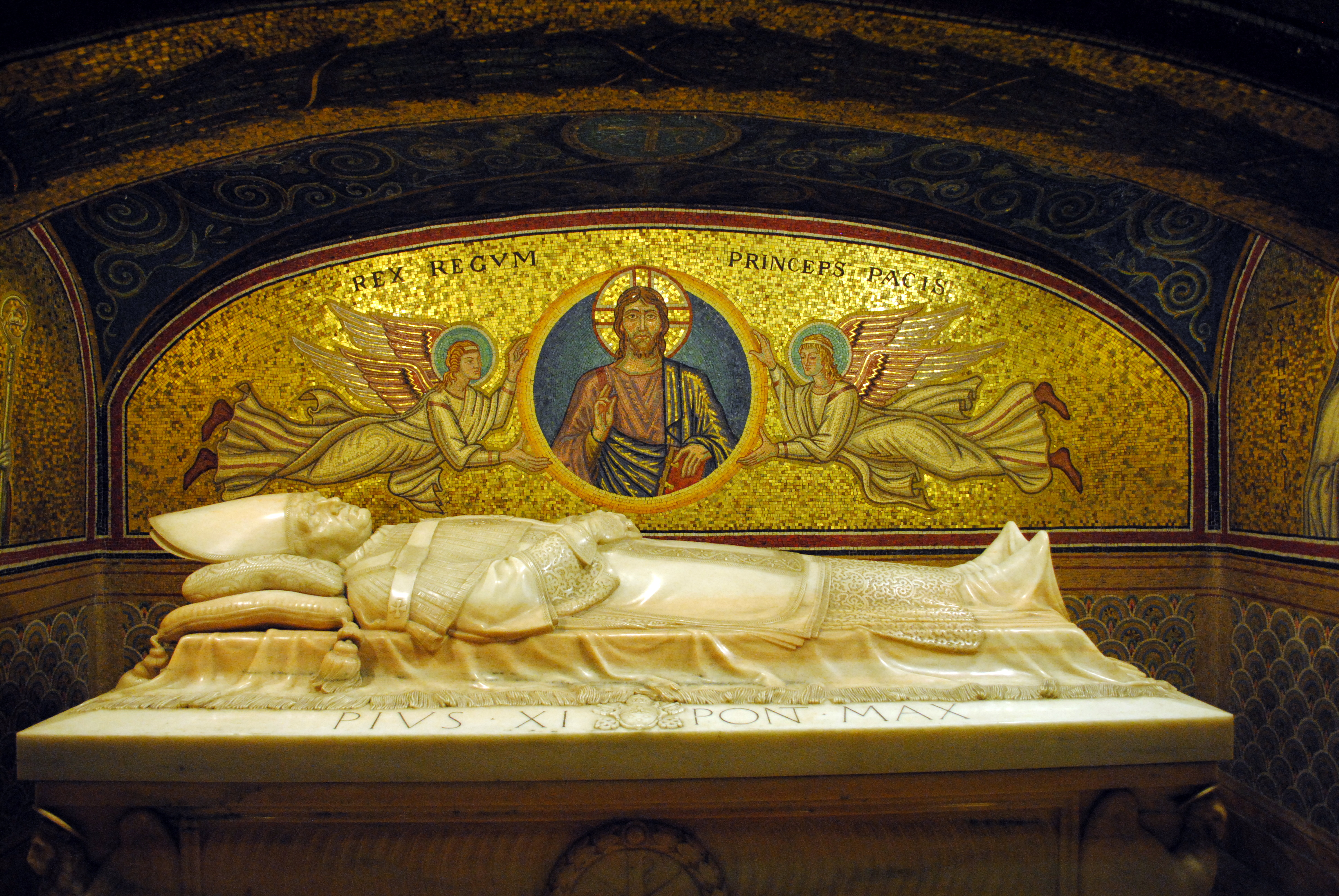
Sarcofaag van Pius XI in de Grotte Vaticane

Paus Pius XI was al geruime tijd ziek. Op 25 november 1938 werd hij getroffen door twee hartaanvallen. Vanaf begin februari 1939 verslechterde de gezondheid van de paus al snel. Op 7 februari werd onder meer kardinaal Pacelli geïnformeerd over het naderende einde van de paus. Op 10 februari 1939 om 05:31 overleed de paus aan de gevolgen van opnieuw een hartaanval.
In zijn persoonlijke dagboek beweerde de Franse kardinaal Eugène Tisserant dat Pius XI op onnatuurlijke wijze aan zijn einde was gekomen. De avond voor de viering van het 10-jarig bestaan van de Lateraanse Verdragen (11 februari 1939) zou aan de paus een injectie zijn toegediend door dokter Francesco Petacci, privéarts verbonden aan het Vaticaan. Petacci was de vader van Clara Petacci, de maîtresse van Benito Mussolini. Door deze daad zou Mussolini voorkomen hebben dat Pius XI de encycliek Humani generis unitas openbaar zou maken. Bewijs voor deze bewering is echter nooit geleverd.
Op 14 februari werd Pius XI bijgezet in een van de crypten van de Grotte Vaticane in de Sint-Pietersbasiliek. Op de sarcofaag bevindt zich een beeld van de opgebaarde paus. De crypte zelf werd gedecoreerd met symbolen verwijzend naar Milaan (Sint Ambrosius van Milaan, patroonheilige, en het stadswapen) en de geboorteplaats Desio. Op de boog aan de buitenkant van de crypte werd het motto van Pius XI’s pontificaat weergegeven: Pax Christi in Regno Christi.
Op 1 maart 1939 begon het conclaaf. Pius XI had zich ten overstaan van verschillende intimi uitgelaten over zijn eventuele opvolger. In zijn ogen was Eugenio Pacelli een zeer geschikte kandidaat: Sarà un bel papa (Hij zal een fantastische paus zijn). Tegen een van de assistenten van Pacelli had Pius XI zich uitgelaten over de reden waarom hij zijn secretaris zo vaak op reis stuurde: ‘’ …zodat hij de wereld leert kennen, en de wereld hem leert kennen.‘’ Op 2 maart, tijdens de derde stemmingsronde, werd Eugenio Pacelli gekozen. Hij nam de naam Pius aan als eerbetoon en dank aan zijn voorganger.

## Bijzonderheden

### Bergbeklimmen als hobby

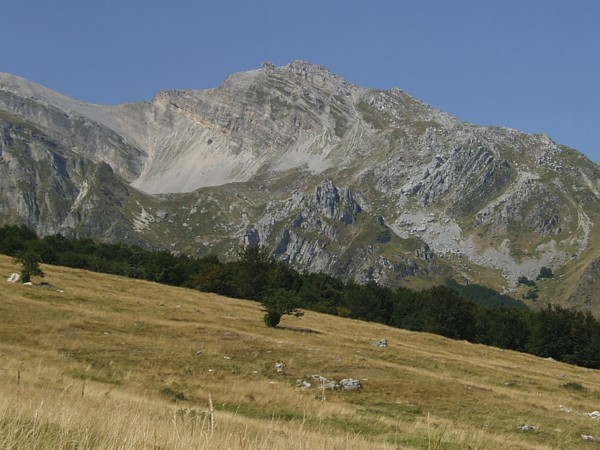
Picco Pio XI

Achille Ratti was een fervent bergbeklimmer. Hij en een bevriende priester, Luigi Grasselli, waren de eerste klimmers die de top van de Monte Rosa via de Italiaanse zijde hadden bereikt en in 1890 de Mont Blanc via de Dome Glacier waren afgedaald. De afgelegde routes werden naar hen genoemd: Via Ratti-Grasselli.
In de Apennijnen werd op 25 september 1929 een 2282 meter hoge bergtop naar Pius XI vernoemd, de Picco Pio XI. Ook de gletsjer Pio XI in het nationaal park Bernardo O´Higgins in Patagonië, Chili, werd naar de paus vernoemd.
Hoewel hij later deze sport niet meer actief beoefende, bleef hij ze een warm hart toedragen. Zo stuurde hij – in zijn hoedanigheid als paus – een groep bergbeklimmers die de Mount Everest wilden beklimmen een boodschap waarin hij ze succes en Gods zegen toewenste.

### Graf van Petrus
Bij graafwerkzaamheden voor de graftombe van Pius XI stuitten arbeiders op een oude necropolis die zich onder de Sint-Pietersbasiliek bevond. In opdracht van paus Pius XII werd vervolgens gezocht naar het graf van Petrus, de eerste paus. In 1950 werd bevestigd dat het graf gevonden was, hoewel de aanwezige botten niet geïdentificeerd waren. Pas in 1968 bevestigde paus Paulus VI dat de relieken van Petrus gevonden waren nadat de universiteit van Rome haar onderzoek beëindigd had.

## Visies op Pius XI
Eindelijk, die koppige oude man is dood.— ——Reactie van Mussolini op het overlijden van Pius XI

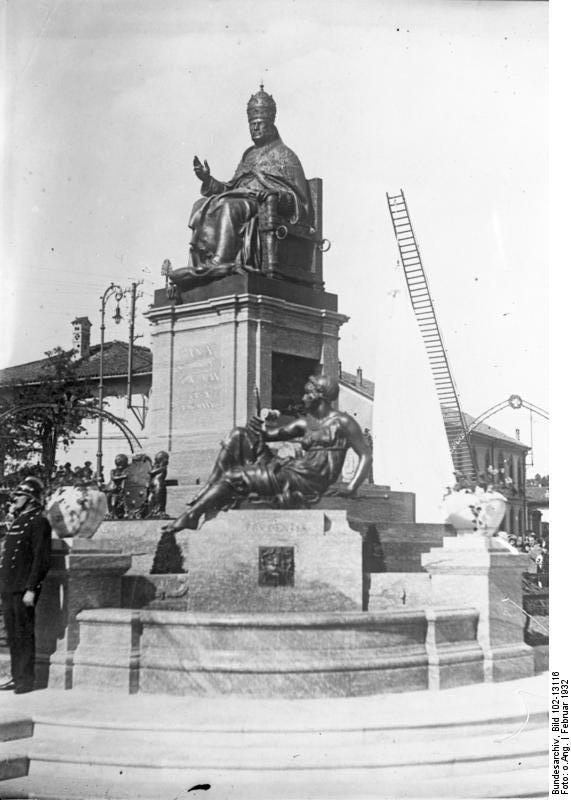
In 1932 werd - ter gelegenheid van de tiende verjaardag van diens Pontificaat - dit standbeeld van Pius XI onthuld in Desio

Door de belangrijke rol die Eugenio Pacelli al speelde voor zijn benoeming tot paus wordt zijn naam sterk geassocieerd met de standpunten en het optreden van de Katholieke Kerk ten aanzien van de daden van de diverse fascistische en communistische regimes. Verscheidene onderzoekers wijzen er echter op, dat ook Pius XI een niet te onderschatten rol heeft gespeeld. Zij concentreren zich daarbij in het bijzonder op zijn visie ten aanzien van het nazisme en de wandaden die dit regime ten toon spreidde.
In The Pius War: Responses to the Critics of Pius XII (2004) van J. Bottum en rabbijn David G. Dalin worden meningen weergegeven over het pontificaat van Pius XI aan het einde van zijn leven. Door Pius’ optreden tegen totalitaire staten was het prestige van het pausschap onder niet-katholieken aanzienlijk gestegen. De Church Times definieerde zijn toespraken tegen het antisemitisme als van aanzienlijk historisch en moreel belang. Ook van Joodse kant was de opinie over Pius XI positief. De National Jewish Monthly omschreef het Vaticaan (en met name de paus) als het enige lichtpuntje in Italië. Bij de dood van Pius treurde het Joodse volk om het verlies van een van de exponenten die internationale vrede nastreefde.
De controversiële Amerikaanse auteur Daniel Goldhagen beschuldigt in zijn boek Een morele afrekening Pius XI van antisemitisme, die zich al gemanifesteerd zou hebben tijdens zijn diplomatieke missie in Polen in 1918. Een van zijn opdrachten, door paus Benedictus XV gegeven, was de verlichting van het lot van de Joden in Polen; in zijn hoedanigheid als legaat zou hij echter niet opgetreden zijn en zelfs de situatie verslechterd hebben. In een rapport aan de paus zou Achille Ratti eveneens de link hebben gelegd tussen het verderfelijke communisme en het Jodendom. Ook met betrekking tot de encycliek Mit brennender Sorge laat Goldhagen zich kritisch uit. De stellingname van het Vaticaan noemt hij "te mild" en bepaalde aspecten (waaronder de vervolging van de Joden) worden niet expliciet genoemd. Goldhagen is wel van mening dat Pius XI tegen het einde van zijn leven inzag dat het optreden van het nazisme tegen de Joden barbaars was en sterk veroordeeld diende te worden. Hierdoor besloot hij tot het opstellen van zijn laatste encycliek, Humani generis unitas, een taak die hij - volgens Goldhagen - ver weg hield van Pacelli. De encycliek zou echter nooit gepubliceerd worden.
In een lezing in 1990 over de relatie tussen Rusland en het Vaticaan uitte de Russisch-orthodoxe diaken Herman Ivanov-Treenadzaty die de Katholieke Kerk als een "groot gevaar voor Rusland" omschrijft, kritiek op de opstelling van Pius XI ten aanzien van Rusland en de Russisch-orthodoxe Kerk. Had Pius XI in zijn encycliek Ecclesiam Dei uit 1923 gewezen op de toewijding van de heilige Josafat Kuncewycz om de oosterse kerk terug te brengen naar de moederkerk in Rome, door diaken Ivanov werd deze Grieks-katholieke heilige aangevallen als "een van de meest kwaadaardige personen". Ook Pius' aanvankelijke diplomatieke toenadering tot Moskou - onder invloed van de regering van Weimar-Duitsland - beschreef hij als verwerpelijk; dat Pius XI vanaf 1927 alsnog zijn standpunt herzag en de Sovjet-Unie als land van vervolging en terreur veroordeelde, kon volgens hem niet verbloemen dat Pius XI van 1917 tot 1926 nooit geprotesteerd had tegen de wrede vervolgingen van de Russisch-orthodoxe Kerk door de Tsjeka en andere Sovjet-organisaties.
De Amerikaans-Tsjechisch voormalig katholiek theoloog en atheïst Johannes Neumann, emeritus-hoogleraar sociologie aan de universiteit van Tübingen, sprak in een lezing over de falende rol die de kerkgenootschappen (protestants en katholiek) naar zijn mening gehad hebben tijdens de naziperiode, ook over de rol van Pius XI, met name over de uitvaardiging van de encycliek Mit brennender Sorge. In zijn ogen was de inhoud van de encycliek "te algemeen" en zou zij zich "te veel richten op de positie van de Rooms-Katholieke Kerk". Over de grootschalige martelingen, terreur en wetsovertredingen werd volgens Neumann niet duidelijk gesproken.
De schrijver Peter Godman omschrijft Pius XI in zijn boek Het Vaticaan en Hitler, de geheime archieven (2004) als een "temperamentvolle, vaak onbeheerste opportunist". Toch wordt aan de hand van verschillende voorbeelden geprobeerd aan te tonen, dat Pius’ standpunt met betrekking tot het fascisme negatief was. Zo zou de paus het nazisme bestempeld hebben als een naturalistische en materialistische beweging zonder enige intellectuele en spirituele grondslag en weigerde Pius XI Hitler tijdens zijn staatsbezoek aan Italië in 1938 op audiëntie te ontvangen, tenzij de dictator zou aankondigen dat hij zijn religieuze en rassenbeleid zou wijzigen. Tijdens Hitlers bezoek had Pius XI zich overigens teruggetrokken in Castel Gandolfo "wegens de slechte lucht in Rome dezer dagen" en had de paus tevens verordonneerd dat alle Vaticaanse musea gesloten moesten blijven, "ook voor buitenlandse bezoekers". Hoewel Pius XI zich verzette tegen het antisemitisme wijst Godman wel op het godsdienstige anti-judaïsme - theologische afwijzing van het niet-christelijk jodendom - dat volgens hem bij de paus leefde. Toen de katholieke beweging “Vrienden van Israël” (Amici Israel) opriep om de woorden "trouweloze joden" uit de liturgie van Goede Vrijdag (gebed voor de joden) te vervangen door een andere, vriendelijkere formulering, werd een van de sympathisanten van deze verandering volgens Godman door de paus ter verantwoording geroepen.